# Peter-und-Paul-Kirche (Karlovy Vary)

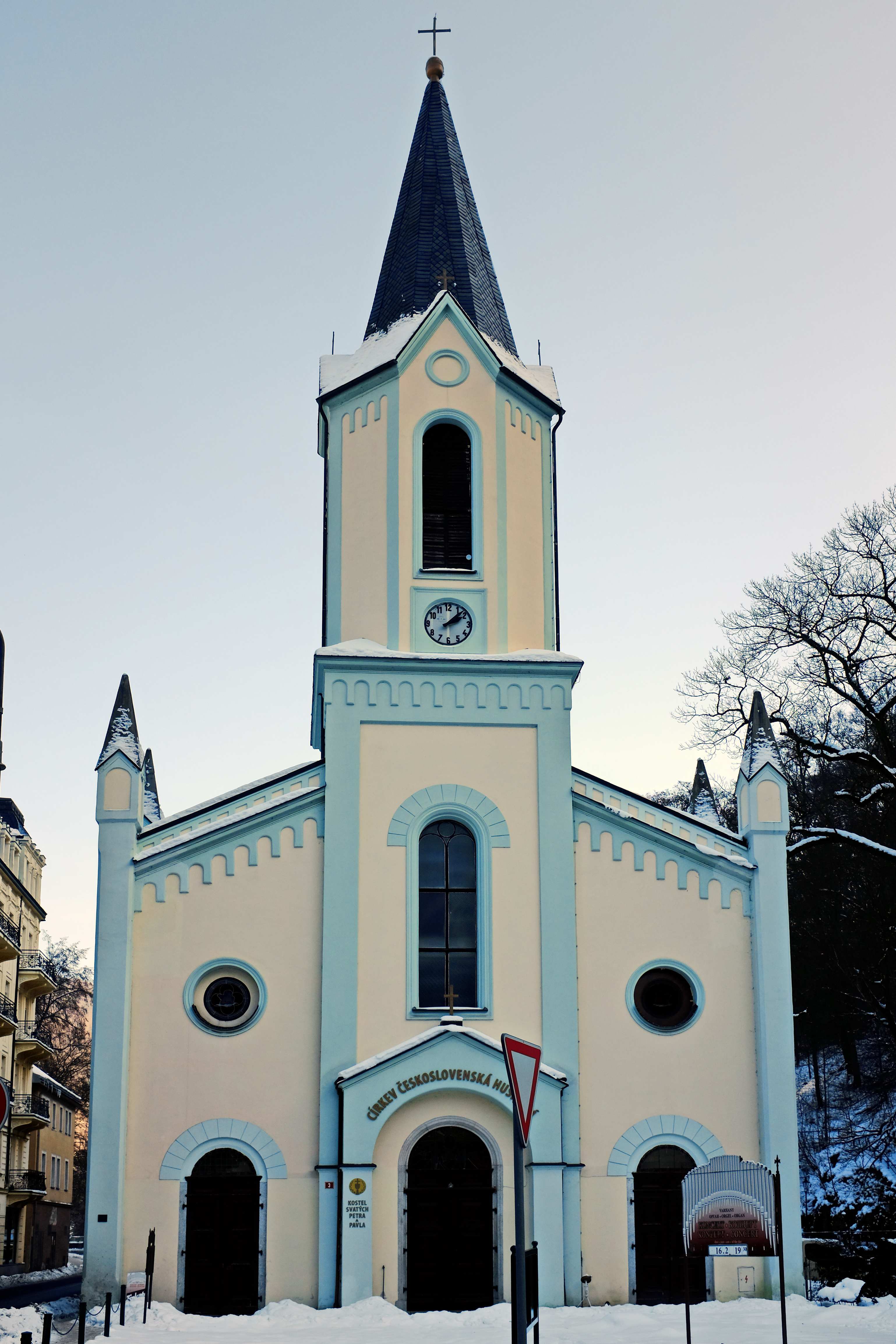
Peter-und-Paul-Kirche in Karlsbad

Die Peter-und-Paul-Kirche, ursprünglich Peterskirche, ist die ehemalige evangelisch-lutherische Pfarrkirche der Stadt Karlsbad in Tschechien.

## Geschichte
Die Geschichte der evangelischen Kirchengemeinde in Karlsbad hängt eng mit der intensiven  Entwicklung des Ortes als Badeort im mittleren 19. Jahrhundert zusammen. Das Grundstück der Marienbader Straße stellte eine Fürstin von Schaumburg-Lippe für die Errichtung eines Gotteshauses für alle nichtkatholischen Kurgäste zur Verfügung, das Kirchengebäude selbst wurde 1856 nach Plänen des Dresdener Architekten Gustav Heine errichtet und am 1. Juli 1856 eingeweiht. Nachdem das österreichische Protestantenpatent von 1861  auch evangelischen Kirchen  die Errichtung von Kirchtürmen gestattet hatte, wurde die Karlsbader Kirche 1864 bis 1865 um einen turmbekrönten Westbau sowie einen Chorraum erweitert und der Bau des Pfarrhauses begonnen. 1860 zunächst Filialgemeinde von Fleißen, erhielt die Karlsbader Peterskirche 1866 nach Fertigstellung ihres Ausbaus den Status einer selbständigen Pfarrkirche. 1893/94 erfolgte ein Umbau und vollständige Neuausstattung der Kirche durch den Leipziger Architekten Julius Zeißig, dem Verfasser eines vom Gustav-Adolf-Verein herausgegebenen Tafelwerks Muster für kleine Kirchenbauten.
Seit 1949 dient die Kirche der Tschechoslowakischen Hussitischen Kirche als Gotteshaus.

## Architektur
Der Karlsbader Kirchenbau präsentierte sich zunächst als eine im Rundbogenstil errichtete turmlose, im Innern flachgedeckte Saalkirche mit rundbogigem Portal und polygonaler Apsis. Durch den nachfolgenden Umbau erhielt die Kirche einen westlichen Eingangsbau mit integriertem Kirchturm, der ab Firsthöhe in ein mit Spitzhelm bekröntes Oktogongeschoss übergeht. Im Innern wurden ein tonnengewölbtes Altarhaus sowie eine Orgelempore über neuromanischen Sandsteinsäulen eingefügt.

## Innere Ausstattung
Zur Erstausstattung der Kirche gehört das 1857 geschaffene Altarbild der Himmelfahrt Christi des Königsberger Malers Carl Steffeck (nach Vorlage von Raffael Santi in Vatikanischen Sammlungen). Die Ausmalung von Kirchenschiff und Chorraum E. Schulz aus Leipzig, die figuralen Glasmalereien der nördlichen Seite des Schiffs (Hll. Peter und Paul) stammen von der Königlich Sächsischen Hofglasmalerei C. L. Türcke in Zittau-Grottau. Ein Glasmedaillon mit Martin Luther ist im ummauerten Oratorium der Gräfin Schaumburg-Lippe in Presbyterium eingefügt.  Zwei steinerne Reliefs (Petr Chelčický  und Jan Žižka) hat Bildhauer František Bílek gemacht.
Das Orgelwerk hat die Firma Jahn & Sohn aus Dresden gemacht.
In der Vorhalle ist ein bronzene Gedenktafel von Dr. Karel Farský, des Gründers sowie erster Patriarch der Tschechoslowakischen Hussitischen Kirche.